# Salaire à la qualification personnelle
Ne doit pas être confondu avec Revenu de base.
Le salaire à la qualification personnelle ou « salaire à vie » est une forme de rémunération dont le principe a principalement été théorisé par Bernard Friot et l'association d'éducation populaire Réseau Salariat. Il permet notamment de dissocier travail et emploi. Avec la cotisation sociale, il serait à la base d'un nouveau mode d’organisation socio-économique,,.

## Principe
Le salaire à la qualification personnelle consiste à verser un premier niveau de salaire de manière inconditionnelle, à tous les citoyens en âge de la majorité civile, en socialisant la richesse produite par la cotisation sociale,,,,.
Selon cette conception de la valeur économique, chaque individu a droit à un « salaire à vie », lié à une qualification personnelle irrévocable. L'un des objectifs de cette théorie est de changer la définition commune du travail, notamment en le distinguant de la notion d’emploi,.
Le salaire ne serait ainsi plus lié au poste de travail, propriété de l'employeur, mais à un statut politique du producteur attaché à la personne. Permettant ainsi une reconnaissance d'une partie du PIB non marchand, comme le travail domestique, l'activité des retraités, des chômeurs, des bénévoles, des étudiants etc. toutes activités auparavant considérées comme services gratuits et non productrices de valeurs économiques,.
C'est donc une remise en cause profonde de la logique capitaliste concernant la relation entre le travail et le salaire.

### «Déjà-là» dans l'économie française
D'après Bernard Friot, le salaire à la qualification personnelle, défini comme un salaire n'étant plus lié au marché du travail ou marché des biens et services capitalistes, concernerait déjà le tiers des plus 18 ans en France,.
Pour arriver à ce résultat, il faudrait faire la somme des fonctionnaires (5,5 millions en 2017), des 7,5 millions de retraités percevant une pension à vie proche de leur dernier salaire (c'est-à-dire avec un taux de remplacement supérieur à 75 %), des professionnels de santé libéraux, des salariés à statut parmi diverses entreprises anciennement nationalisées : SNCF ; IEG; Orange ; La Poste et enfin les salariés ayant obtenu un accord de branche pour un salaire minimum conventionnel.

## Propriété lucrative et propriété d'usage de l'outil de travail
Selon ce modèle économique, la notion de salaire à la qualification personnelle serait indissociable d'une remise en cause de la notion de propriété privée lucrative de l'outil de travail au profit de la notion de copropriété d'usage.

### Propriété lucrative
La propriété lucrative désigne le droit de faire du profit ou de tirer une rente à partir d’un capital privé, quel qu’il soit (outil de travail, capital pécuniaire, actions en Bourse, bien immobilier, voiture que l’on loue, etc.).

### Propriété d'usage
La propriété d'usage désigne un patrimoine que l’on consomme pour son usage personnel et dont on ne tire aucun revenu : un logement, une voiture, un outil de travail, une épargne d’usage.
Les travailleurs dans ce modèle seraient des copropriétaires d’usage de leur outil de travail, payés de manière socialisée par une caisse de cotisations sociales que l’ensemble des collectifs de production alimenterait. La notion de qualification personnelle s’accompagnerait donc de la fin de l'exercice de la propriété privée lucrative de l'outil de travail tout en généralisant la propriété d’usage.

## Notion de qualification
La notion de qualification est à distinguer de celle de certification, car la qualification implique une rémunération obligatoire de l'employeur, fixée par les conventions collectives d'une branche,. Posséder un diplôme ne garantit pas l'accès automatique à un salaire, le diplôme permet en revanche une prétention à l'accès à un poste sur le marché du travail,.
La qualification personnelle a comme modèle l'attribution de grades irrévocables, en passant un concours, suivant le même fonctionnement que l'actuel statut des fonctionnaires en France. Ainsi, selon l'échelle des salaires choisie démocratiquement, la progression des salaires se ferait par une augmentation en grade, en qualification de l'individu,.

## Critiques
Plusieurs objections ont été formulées. La plupart des critiques ont d'abord été adressées à la notion de revenu de base, que certains auteurs pensent pouvoir également diriger contre le salaire à vie.

### Objections morales
Des objections peuvent être d'ordre moral, obligeant à définir une norme discernant la contribution de l'oisiveté ou en rapport avec une certaine conception de la justice, doit-on rémunérer une activité qui ne "contribue pas" à la production, par exemple, le bénévolat ? N'est-ce pas briser le contrat social qui lierait les individus selon une logique de coopération ?

#### Réponses aux objections morales
L'économiste Frédéric Lordon, en s'appuyant sur la philosophie et la théorie de la valeur de Spinoza, signale que l'apport de Bernard Friot est précisément de démoraliser la valeur économique et la notion de travail. En déplaçant le regard de la valeur économique des choses produites à un regard sur les individus qui les font, a priori et inconditionnellement,. Libérés des contraintes du marché du travail, les hommes continueront de produire des effets, effets dont la mesure objective est impossible. Sortant ainsi le travail de sa dimension morale contributiviste :

« Tout est contribution, donc, plus rien n'appelle d'être regardé comme contribution ... et nous sortons de la morale de la contribution. »

### Objections économiques
D'autres objections sont d'ordre économiques, elles portent sur la nature du financement du salaire à la qualification personnelle ou de sa réelle transformation des rapports sociaux du capitalisme.